# 馬家堰
馬家堰，位於中華人民共和國湖南省湘潭縣白石鎮寺門前（原馬家堰鄉）。
27°26′01.09″N 112°56′23.53″E / 27.4336361°N 112.9398694°E
此處人傑地靈，培養出了國畫名家齊白石先生及中華民國前總統馬英九的祖父馬立安。

## 地理
馬家堰位處湘潭縣城的南方，白石鄉市中心的東南方，湘江於南面流過。

## 交通
湘潭006縣道經過此地，與10，7國道相連。

## 名人
- 齊白石
- 馬英九

## 學校
- 馬家堰中學

## 對外連接
- 馬英九家世調查：記者走訪湖南湘潭縣馬家堰[]
- 從馬家堰到迥程堂──探訪馬英九原鄉 - 中國評論新聞網 （页面存档备份，存于）
- 馬家堰地圖 （页面存档备份，存于）